# Nécropole française de Chastre
La nécropole française de Chastre est un cimetière militaire français de la Seconde Guerre mondiale, implanté sur le territoire de la commune belge de Chastre dans la province du Brabant wallon.

## Localisation
La nécropole se situe à sept kilomètres au nord-ouest de Gembloux, dans les champs, presque en face du cimetière de Chastre, à un peu plus d'un kilomètre à l'ouest du village de Chastre, le long de la rue des Quinze Bonniers qui mène au village de Villeroux.

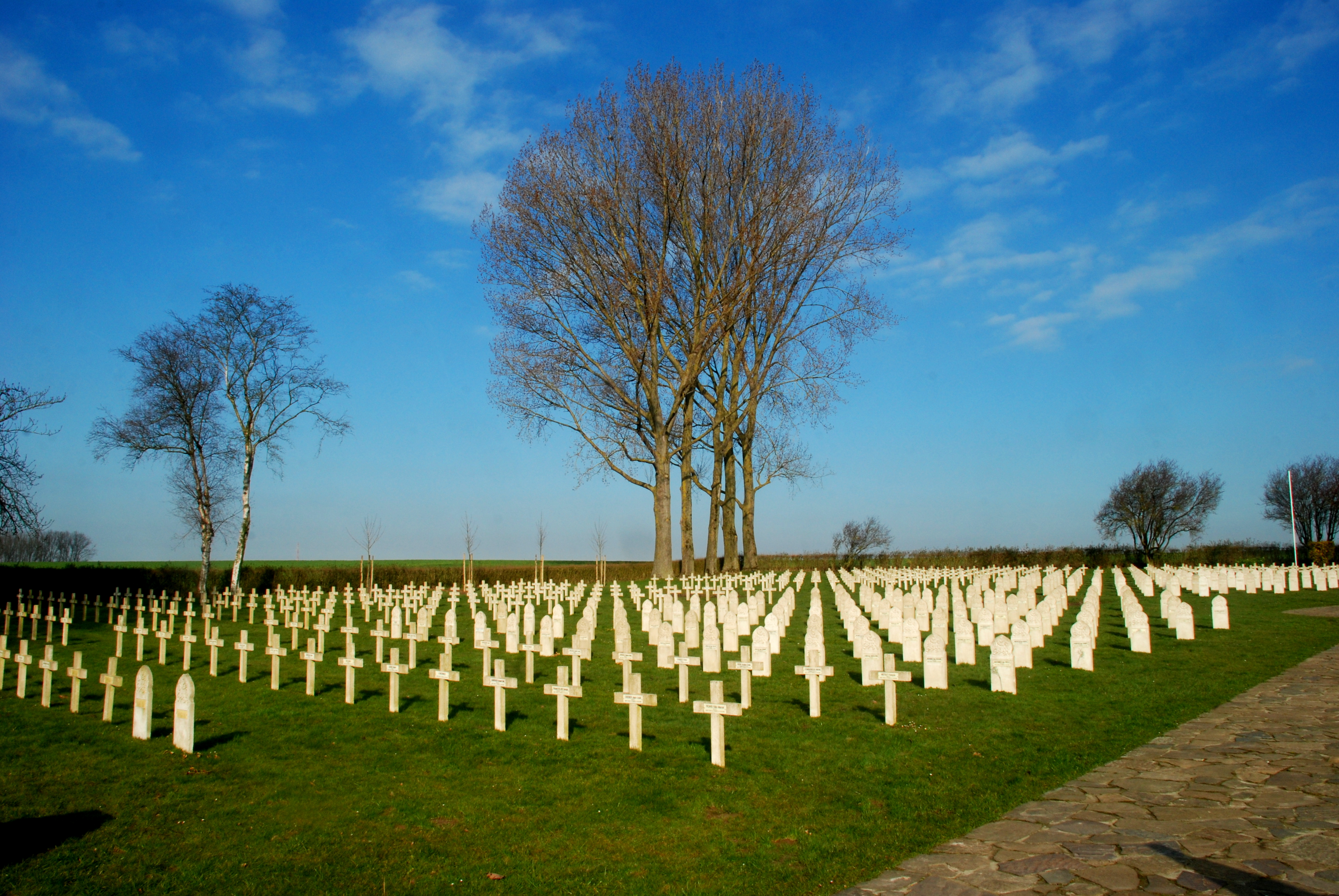
La partie gauche de la nécropole.

## Description et historique
D'une superficie de sept ares, le cimetière est propriété de l'État français.
Il a été créé pour regrouper les sépultures de soldats français tombés en 1940 en différents endroits du territoire belge et a été inauguré le 10 mai 1970.
Le cimetière est fait d'alignements de croix blanches chrétiennes et de stèles gravées d'inscriptions en arabe,, réparties en deux pelouses séparées par une allée centrale au milieu de laquelle se dresse le drapeau français.
Il accueille la sépulture de plus de 1 084 soldats combattant pour l'armée française dont 905 soldats tombés lors de la bataille de Gembloux les 14 et 15 mai 1940, parmi lesquels 603 soldats français, 168 tirailleurs marocains, 131 tirailleurs algériens et 3 tirailleurs tunisiens mais également 192 soldats morts pendant la Grande Guerre et d'autres morts durant la période 1940-1945,,.
Il faut en effet rappeler que, parmi les divisions françaises engagées dans la bataille de Gembloux, figuraient la 1re division marocaine et la 2e division d'infanterie nord-africaine. Un hommage aux combattants de la 1re division marocaine est par ailleurs visible au chevet de l'église Saint-Pierre de Noirmont, autre village de Chastre.
Une commémoration se déroule chaque année au cimetière au début du mois de mai,, en présence du bourgmestre de Chastre et du comité franco-belge de la bataille de Gembloux.
Non loin de la nécropole se trouve le musée français de Chastre consacré au plan Dyle et à la bataille de Gembloux.

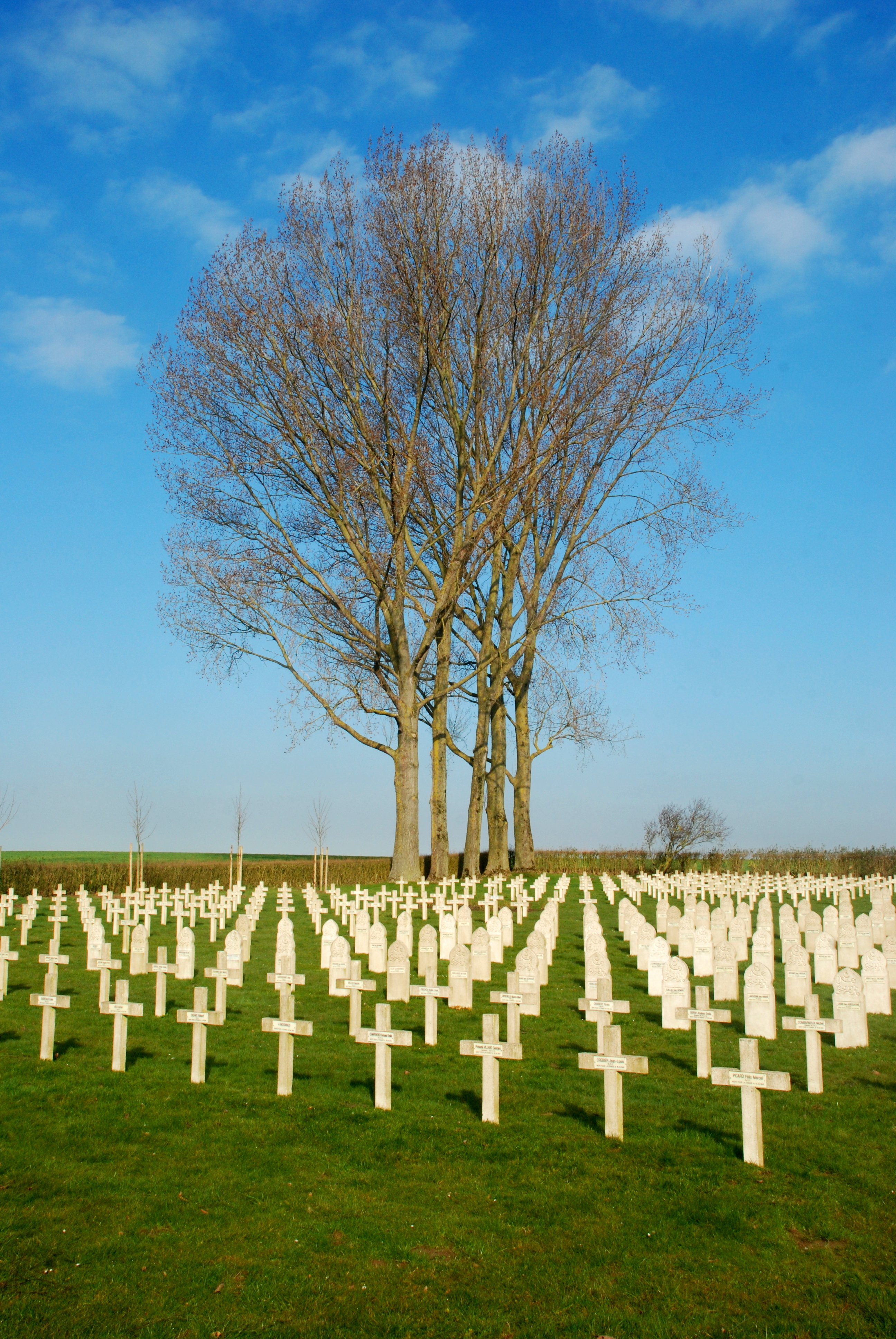
La pelouse de gauche.
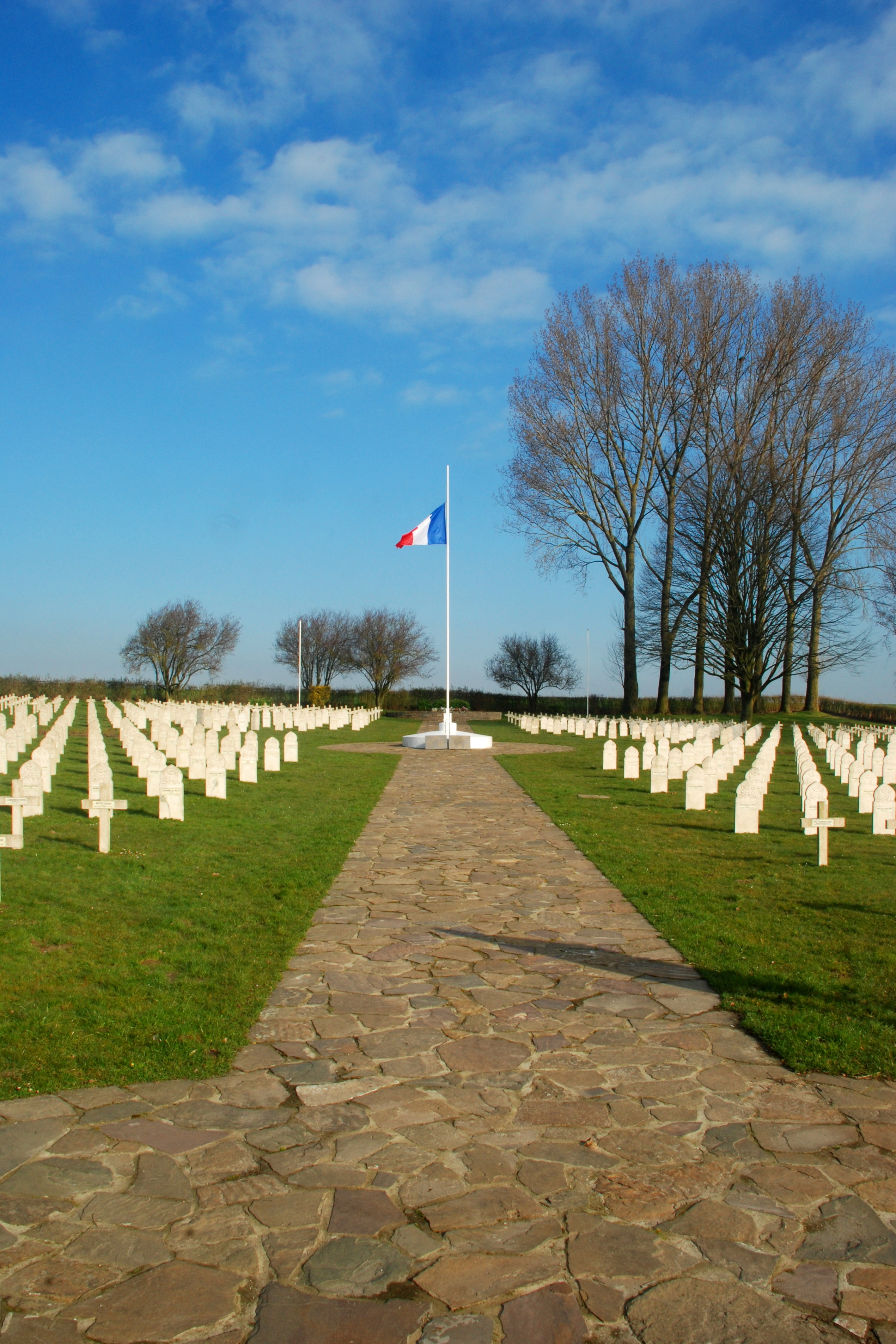
L'allée centrale.
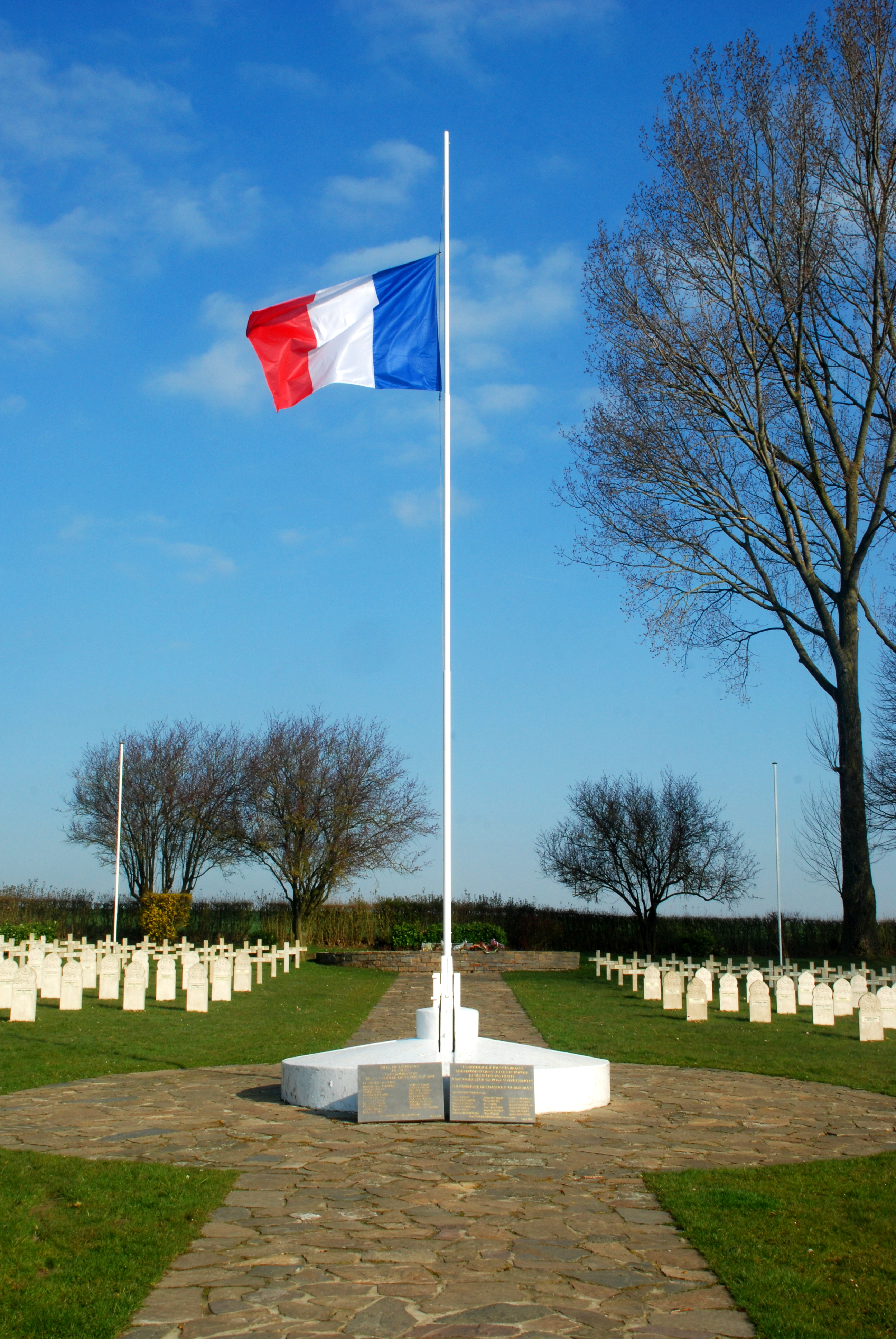
Le drapeau français.
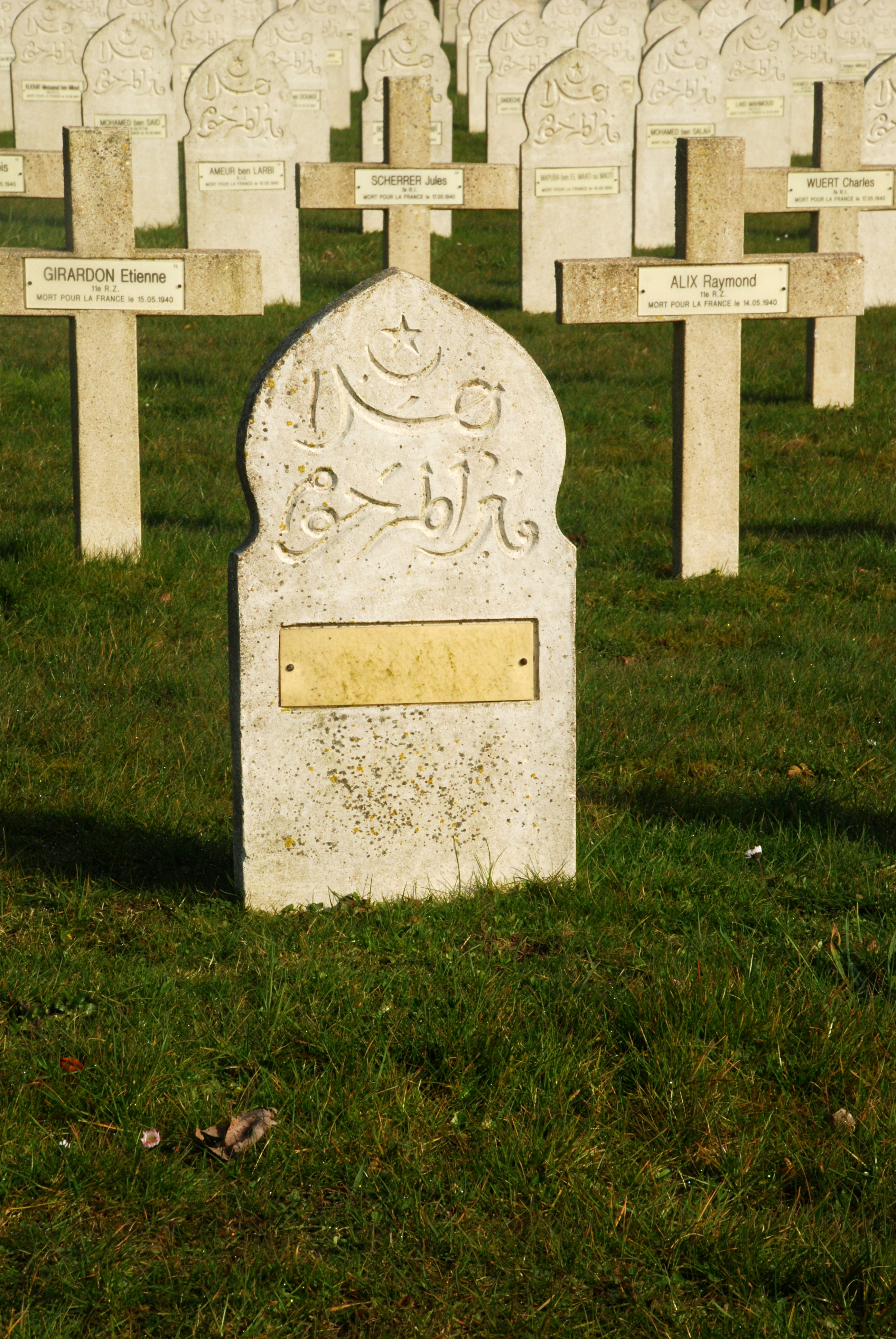
Une tombe musulmane.